# Кизилту (Мендикаринський район)
Кизилту́ (каз. Қызыл Ту) — село у складі Мендикаринського району Костанайської області Казахстану. Входить до складу Будьонновського сільського округу.
Населення — 139 осіб (2021; 212 у 2009, 266 у 1999, 317 у 1989).